# Carmen Gheorghe
Carmen Gheorghe (* in Mizil, Rumänien) ist eine rumänische Roma-Aktivistin. Die Präsidentin von E-Romnja wurde 2022 mit dem International Women of Courage Award (IWOC) des Außenministeriums der Vereinigten Staaten ausgezeichnet.

## Leben
Carmen Gheorghe ist Tochter eines Fabrikarbeiters und einer Hausfrau. Ihre Mutter starb, als sie 13 Jahre alt war. Sie erwarb 2006 einen Bachelorabschluss in öffentlicher Verwaltung und 2008 einen Master in Gender Studies. Sechs Jahre später wurde sie in Politikwissenschaft an der Nationalen Hochschule für Politik- und Verwaltungswissenschaften in Bukarest promoviert. Gheorghe arbeitete von 2008 bis 2019 zuerst als Expertin für die Agenția Națională pentru Romi (Nationale Agentur für Roma) und danach als Projektmanagerin sowie Trainerin zu LGBTQI+-, Gender- und Roma-Themen für mehrere Nichtregierungsorganisationen (NGO) in Rumänien. Zu diesen gehörten die Agentur Impreuna, die Stiftung für Bildung der Roma, die NGO für LGBQTI+-Rechte ACCEPT, das Zentrum für Bildung und Menschenrechte und ein Zentrum der Romagemeinschaften.

## Engagement
Gheorghe bereiste 2012 die Vereinigten Staaten gefördert durch das International Leadership Program. In fünf Bundesstaaten lernte sie zivilgesellschaftliches Engagement und die Arbeit von NGOs kennen. Nach ihrer Rückkehr gründete sie 2013 die Nichtregierungsorganisation E-Romnja, die sich für die Rechte von Romafrauen einsetzt. Einen Teil der ersten Finanzmittel erhielt sie von der niederländischen Stiftung Mama Cash, die 1982 von Marjan Sax gegründet wurde. Später kamen Fördergelder von den Open Society Foundations sowie aus Norwegen, da Gheorghe von der rumänischen Regierung unabhängig bleiben will. E-Romnja ist insbesondere in den ärmsten Regionen des Landes aktiv.

## Ehrung
Carmen Gheorghe wurde für ihr ihren Einsatz für die Frauenrechte der Romnja mit dem „International Women of Courage Award“ ausgezeichnet. Der Preis wurde am 14. März 2022 von Außenminister Antony Blinken und Jill Biden verliehen. Die virtuelle Übergabe war durch die COVID-19-Pandemie bedingt. Unter den zwölf Ausgezeichneten des Jahres kam mit Doina Gherman eine Frau aus dem Nachbarland Moldawien. Gheorghe war die erste Rumänin, die diese Auszeichnung erhielt.

## Schriften
- mit Oana Dorobanţu: Problema românească. O analiză a rasismului românesc. Hecate, Bucureşt 2019.